# Mimicat
Mimicat, właśc. Marisa Isabel Lopes Mena (ur. 25 października 1984 w Coimbrze) – portugalska piosenkarka i kompozytorka. Reprezentantka Portugalii w 67. Konkursie Piosenki Eurowizji (2023).

## Życiorys
W 2001 z piosenką „Mundo Colorido” brała udział w programie Festival da Canção, jednak nie zakwalifikowała się do finału.  W 2023 ponownie uczestniczyła w Festival da Canção, tym razem z utworem „Ai coração”,  z którym zajęła pierwsze miejsce w finale, uzyskując prawo do reprezentowania Portugalii w 67. Konkursie Piosenki Eurowizji w Liverpoolu. 9 maja wystąpiła jako piąta w kolejności w drugim półfinale konkursu i z dziewiątego miejsca zakwalifikowała się do finału, który został rozegrany 13 maja. Zajęła w nim 23. miejsce po zdobyciu 59 punktów, w tym 16 pkt od telewidzów (22. miejsce) i 43 pkt od jurorów (18. miejsce).